# Шарль Амлен
Шарль Амлен або за англійською вимовою Чарлз Геймлін (фр. Charles Hamelin; нар. 14 квітня 1984) — канадський ковзаняр, спеціаліст із шорт-треку, триразовий олімпійський чемпіон, багаторазовий чемпіон світу.
Шарль Амлен розпочав змагатися на юніорському рівні в 2002. З сезону 2003/2004 він почав входити до складу естафетної збірної Канади. В сезоні 2004/2005 Амлен виступав на всіх етапах Кубка світу, здобувши перше місце разом із товаришами по збірній в естафеті. У 2005 Шарль вперше став чемпіоном світу в естафеті. Але на Туринській олімпіаді збірна Канади поступилася чемпіонством у впертій боротьбі із корейцями. Шарль Амлен отримав свою першу олімпійську медаль.
На Олімпіаді у Ванкувері Амлен став дворазовим олімпійським чемпіоном, вигравши на дистанції 500 м та в естафетній гонці.
Брат Шарля, Франсуа Амлен також займається бігом на ковзанах на короткій доріжці. Вони разом тренуються під керівництвом батька, Іва Амлена, який очолює збірну Канади із шорт-треку.

## Олімпійські ігри
| Рік  | Місто                     | 500 метрів | 1000 метрів | 1500 метрів | Е | ЗЕ  |
| ---- | ------------------------- | ---------- | ----------- | ----------- | - | --- |
| 2006 | Турин, Італія             | —          | —           | 4           | 2 | Н/Д |
| 2010 | Ванкувер, Канада          | 1          | 4           | 7           | 1 | Н/Д |
| 2014 | Сочі, Росія               | 32         | 14          | 1           | 6 | Н/Д |
| 2018 | Пхьончхан, Південна Корея | PEN        | 9           | 13          | 3 | Н/Д |
| 2022 | Пекін, Китай              | —          | —           | 19          | 1 | —   |

## Виноски
1. ↑  Roglo — 1997. — 10000000 екз.
2. ↑  ISU Website Championship results. Архів оригіналу за 7 липня 2013. Процитовано 11 травня 2010.